# Buthoscorpio rayalensis
Espèce
Buthoscorpio rayalensis est une espèce de scorpions de la famille des Buthidae.

## Distribution
Cette espèce est endémique d'Andhra Pradesh en Inde. Elle se rencontre dans le district de Kurnool.

## Description
La femelle holotype mesure 43,70 mm et la femelle paratype 39,88 mm.

## Étymologie
Son nom d'espèce, composé de rayal[aseema] et du suffixe latin -ensis, « qui vit dans, qui habite », lui a été donné en référence au lieu de sa découverte, le Rayalaseema.

## Publication originale
- Javed, Rao, Mirza, Sanap & Tampal, 2010 : « A new species of scorpion of the genus Buthoscorpio Werner, 1936 (Scorpiones: Buthidae) from Andhra Pradesh, India. » Euscorpius, no 98, p. 1-11 (texte intégral).